# Barbara Hillary
Barbara Hillary (Manhattan, 12 giugno 1931 – Queens, 23 novembre 2019) è stata un'infermiera, oratrice, viaggiatrice ed esploratrice artica statunitense; ha frequentato The New School, dove ha conseguito una laurea e un master in gerontologia. Dopo gli studi è diventata infermiera e ha fondato l'Arverne Action Association e il Peninsula Magazine.
Nel 2007, all'età di 75 anni, Hillary è diventata la prima donna nera a raggiungere il Polo Nord. Nel gennaio 2011, all'età di 79 anni, ha raggiunto il Polo Sud, diventando la prima donna afroamericana a raggiungerlo e contemporaneamente la prima donna nera a raggiungere entrambi i poli. Dopo le sue imprese al Polo Nord e al Polo Sud è diventata un'oratrice ispiratrice, rivolgendosi a organizzazioni come la National Organization of Women.
Dopo essere sopravvissuta a un cancro al seno a 20 anni e a un cancro ai polmoni a 60, la sua salute ha iniziato a declinare nel 2019. Dopo essere stata ricoverata in un ospedale di Far Rockaway, New York, è morta il 23 novembre 2019, all'età di 88 anni.

## Vita privata
La Hillary nacque il 12 giugno 1931 a New York, in un'area oggi conosciuta come il quartiere di Lincoln Square (ex San Juan Hill, Manhattan). Fu cresciuta ad Harlem dalla madre Viola Jones Hillary, mentre il padre era morto quando lei aveva due anni. Hillary crebbe nella povertà, sua madre puliva le case per mantenere la famiglia, ma passò molto del suo tempo a leggere: “Non esisteva la povertà mentale in casa nostra”. Uno dei suoi libri preferiti era il romanzo d'avventura Robinson Crusoe. Frequentò The New School di New York dove si specializzò in gerontologia, ottenendo sia il Bachelor of Arts che il Master. Dopo la laurea alla New School, diventò infermiera, esercitando la professione per 55 anni prima di andare in pensione.
Intorno al 1998 a Hillary fu diagnosticato un cancro ai polmoni, che richiese un intervento chirurgico per essere rimosso. L'intervento comportò una riduzione del 25% della sua capacità respiratoria. Si trattava della sua seconda diagnosi di cancro, in quanto le era stato diagnosticato un tumore al seno all'età di 20 anni. All'inizio del 2019 si ammalò a causa dell'accumulo di liquido nella valvola cardiaca. Nonostante la malattia riuscì a recarsi in Mongolia per sensibilizzare l'opinione pubblica sugli effetti del cambiamento climatico sulle società del luogo. Dopo mesi di declino della salute, fu ricoverata in ospedale e morì il 23 novembre 2019 a Far Rockaway, New York.

### Attivismo
La Hillary era attiva nella sua comunità. Fu la fondatrice dell'Arverne Action Association, Inc. un gruppo dedicato al miglioramento della vita di Arverne, New York e della comunità della Penisola di Rockaway. È stata anche fondatrice e caporedattrice di The Peninsula Magazine, una rivista multirazziale e senza scopo di lucro nel distretto di New York del Queens. Questa rivista era la prima del suo genere nella regione. Dopo aver visitato i poli, la Hillary si interessò agli effetti del cambiamento climatico sulle calotte polari e sul mondo esterno e si dedicò a conferenze pubbliche sull'argomento. Nel 2019 si recò nella steppa della Mongolia per visitare una comunità le cui tradizioni culturali erano minacciate dal cambiamento climatico.

## Avventuriera

### Viaggi ai poli nord e sud
Dopo essersi ritirata dall'attività di infermiera, la Hillary cercò l'avventura con le slitte trainate dai cani in Quebec e fotografando gli orsi polari a Manitoba. Quando seppe che nessuna donna di colore aveva raggiunto il Polo Nord, si decise a diventare la prima a farlo. All'epoca una spedizione polare costava circa 20.000 dollari e richiedeva che lei sciasse, cosa che non aveva mai fatto prima. Per raccogliere fondi, inviò lettere a potenziali sponsor e raccolse donazioni, arrivando a raccogliere oltre 25.000 dollari per finanziare la sua spedizione nell'Artico. Per prepararsi al viaggio prese lezioni di sci di fondo, assunse un personal trainer e si allenò con i pesi. Il 23 aprile 2007, all'età di 75 anni, diventò una delle persone più anziane a mettere piede al Polo Nord e la prima donna nera.
Cinque anni dopo, il 6 gennaio 2011, all'età di 79 anni, diventò la prima donna afroamericana a raggiungere il Polo Sud.
Dopo le sue spedizioni la Hillary divenne un'oratrice ispiratrice. Fu presentata da NBC News e CNN.com e tenne discorsi a varie organizzazioni come la National Organization of Women (NOW).
Ha dedicato il suo viaggio al Polo Nord a sua madre, Viola Jones Hillary, che negli anni '30 si era trasferita dalla "Carolina del Sud (Lowcountry)" di Hilton Head Island, nella Carolina del Sud, a New York per dare a Barbara e a sua sorella, Dorothy Hillary Aranda, la possibilità di un'istruzione migliore.

### Premi e onorificenze
- 2007 - La Camera dei rappresentanti degli Stati Uniti approvò una risoluzione che riconosceva e onorava i risultati ottenuti da Barbara Hillary nel raggiungere il Polo Nord.[11]
- 2008 - Ha conseguito il International Women of Courage Award dalla National Organization of Women.[12]
- 2020 - Inserita nella National Women's Hall of Fame.[13]